# ساسون پاسکه‌ویچیان
ساسون تادئوسی پاسکه‌ویچیان (ارمنی: Սասուն Թադևոսի Պասկևիչյան؛  زادهٔ ۵ اکتبر ۱۹۳۹) شاعر، روزنامه‌نگار اهل ارمنستان است.

## زندگی‌نامه
وی در ۵ اکتبر ۱۹۳۹ در ایروان به دنیا آمد و از دانشگاه ملی پلی‌تکنیک ارمنستان فارغ‌التحصیل گشت. همچنین برندهٔ جوایزی همچون هنرمند مردمی جمهوری ارمنستان (۲۰۱۴) شده است.